# Борова (Дембицький повіт)
Борова (пол. Borowa) — село в Польщі, у гміні Чорна Дембицького повіту Підкарпатського воєводства.
Населення — 772 особи (2011).
У 1975-1998 роках село належало до Тарновського воєводства.

## Демографія
Демографічна структура станом на 31 березня 2011 року:
|          | Загалом | Допрацездатний вік | Працездатний вік | Постпрацездатний вік |
| -------- | ------- | ------------------ | ---------------- | -------------------- |
| Чоловіки | 390     | 80                 | 268              | 42                   |
| Жінки    | 382     | 73                 | 218              | 91                   |
| Разом    | 772     | 153                | 486              | 133                  |